# Vaararinta
Vaararinta var en av SCB definierad och namnsatt småort i Pajala socken i Pajala kommun belägen på båda sidor om riksväg 99, mellan orterna Sahavaara och Kaunisvaara. Vaararinta ligger ungefär 17 kilometer norr om Pajala och lika långt från gränsen mot Finland.
SCB räknade Vaararinta som en småort vid avgränsningen år 1990. Den omfattade då 16 hektar och hade 59 invånare. Sedan år 1995 har befolkningen understigit 50 personer och området räknas inte längre som en småort. 
Kaunisvaara kyrka ligger här.